# Babakine (cratère martien)
Pour les articles homonymes, voir Babakine.

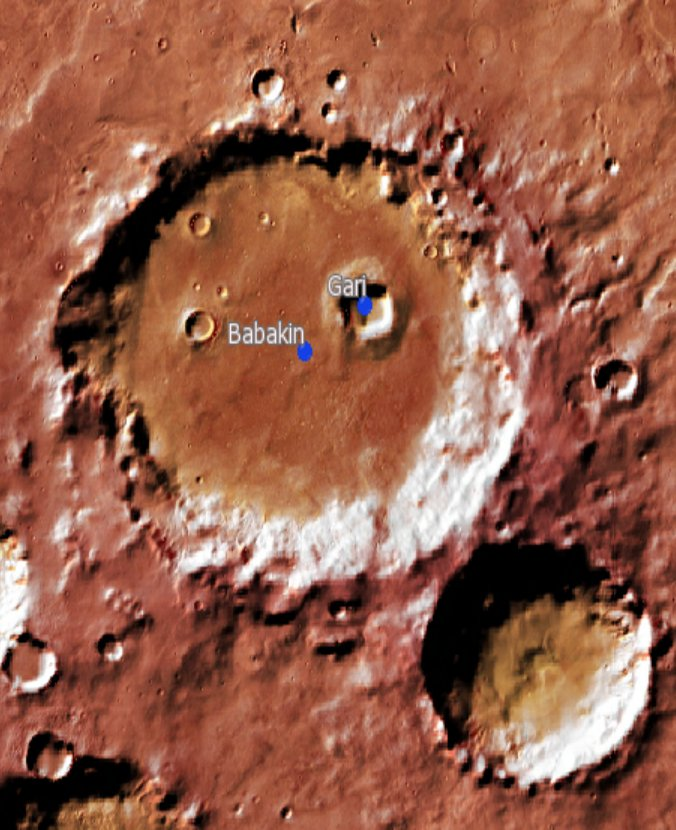
Le cratère Babakine en 2010.

Babakine (désignation internationale Babakin) est un cratère d'impact de 76,66 km de diamètre situé sur Mars dans le quadrangle de Thaumasia. Il a été nommé en référence à l’ingénieur soviétique Gueorgui Babakine.